# Comes sacrarum largitionum

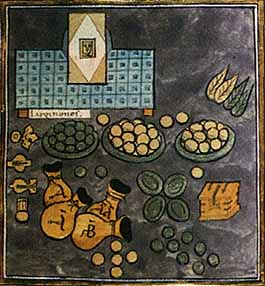
Insignien des Comes sacrarum largitionum in der Notitia Dignitatum

Der comes sacrarum largitionum (griechisch κόμης τῶν θείων θησαυρῶν) war eine wichtige Amtsperson am spätrömischen Kaiserhof, der seit der konstantinischen Zeit für die staatlichen Finanzen zuständig war.

## Funktion
Die Kompetenzabgrenzung des comes sacrarum largitionum gegenüber dem comes rerum privatarum, der den kaiserlichen Privatbesitz verwaltete, war nicht immer klar. Grundsätzlich verwaltete der comes sacrarum largitionum die staatliche Kasse, während der comes sacrarum rerum privatarum die kaiserliche Privatkasse und Güter kontrollierte. Beide gehörten aufgrund ihrer vor allem finanziell überaus bedeutenden Position zu den ständigen Mitgliedern des Staatsrats (consistorium) und trugen den Titel eines vir illustris.
Der comes sacrarum largitionum war mit den Prätorianerpräfekten, den obersten Zivilbeamten im spätantiken Imperium, für die Steuereintreibung verantwortlich, insofern sie Geldeinnahmen betraf (verbreiteter waren anfangs Naturalabgaben). Ebenso kontrollierte er die Prämienauszahlungen an das Heer und kaiserliche Schenkungen, wovon sich auch sein Amtstitel ableitet (largitiones im Sinne von Spenden des Kaisers). Er war des Weiteren unter anderem für einige der staatlichen Betriebe (so die Textilmanufakturen) sowie die Einnahmen und Ausgaben von Silber und Gold zuständig. Da er das staatliche Fiskalvermögen verwaltete, fungierte er quasi als Finanzminister des Kaisers. Ihm unterstanden außerdem die Beauftragten für den Außenhandel, die Vorsteher der kaiserlichen Schatzhäuser in den Städten und die Leiter der Prägestätten. Zur Erfüllung seiner diversen Aufgaben stand ihm eine recht umfangreiche zentrale und regionale Verwaltung zur Verfügung.
Während die Bedeutung des comes rerum privatarum im Ostreich im 6. Jahrhundert abnahm und seine Aufgaben schließlich vom sacellarius (sakellarios) übernommen wurden, behielt das Amt des comes sacrarum largitionum, zuletzt bezeugt unter Phokas, noch bis ins frühe 7. Jahrhundert seine Bedeutung, bevor in der mittelbyzantinischen Zeit der sacellarius auch diese Rolle übernahm (siehe auch die Amtsübersicht in byzantinischer Zeit).

## Untergeordnete Beamte
Dem comes sacrarum largitionum waren folgende Beamte untergeordnet:
Westreich
- Comites:
  - Comes largitionum per Illyricum
  - Comes vestiarii
  - Comes auri
  - Comes largitionum Italicianarum
  - Comes titulorum largitionalium per Africam
- Rationales:
  - Rationalis summarum Pannoniae secundae, Dalmatiae et Saviae
  - Rationalis summarum Pannoniae prima, Valeriae, Norici mediterranei et ripensis
  - Rationalis summarum Italiae
  - Rationalis summarum urbis Romae
  - Rationalis summarum Trum provinciarum, id est Siciliae, Saradiniae et Corsicae
  - Rationalis summarum Africae
  - Rationalis summarum Nimidiae
  - Rationalis summarum Hispaniae
  - Rationalis summarum Quinque provinciarum
  - Rationalis summarum Galliarum
  - Rationalis summarum Britanniarum
- Praepositi thesauroum:
  - Per Illyricum:
    - Praepositus thesaurorum Salonitanorum, Dalmatiae
    - Praepositus thesaurorum Siscianorum, Saviae
    - Praepositus thesaurorum Sabariensium, Pannoniae primae

  - Per Italiam:
    - Praepositus thesaurorum Aquileiensium, Venetiae
    - Praepositus thesaurorum Mediolanensium, Liguriae
    - Praepositus thesaurorum urbis Romae
    - Praepositus thesaurorum Augustae Vindelicensis, Raetiae secundae

  - Per Gallias:
    - Praepositus thesaurorum Lugdunensium
    - Praepositus thesaurorum Arelatensium
    - Praepositus thesaurorum Remorum
    - Praepositus thesaurorum Triberorum

  - In Britanniis:
    - Praepositus thesaurorum Augustensium
- Procuratores monetarum:
  - Procurator monetae Siscianae
  - Procurator monetae Aquileiensis
  - Procurator monetae urbis Romae
  - Procurator monetae Lugdunensis
  - Procurator monetae Arelatensis
  - Procurator monetae Triberorum
- Procuratores gynaeciorum:
  - Procurator gynaecii Bassianensis, Pannoniae secundae - translati Salonis
  - Procurator gynaecii Sirmensis, Pannoniae secundae
  - Procurator gynaecii Iovensis Dalmatiae - Aspalato
  - Procurator gynaecii Aquileiensis, Venetiae inferioris
  - Procurator gynaecii Mediolanensis, Liguriae
  - Procurator gynaecii urbis Romae
  - Procurator gynaecii Canusini et Venusini, Apuliae
  - Procurator gynaecii Carthagiensis, Africae
  - Procurator gynaecii Arelatiensis, provinciae Viennensis
  - Procurator gynaecii Lugdunensis
  - Procurator gynaecii Remensis, Belgicae secundae
  - Procurator gynaecii Triberorum, Belgicae primae
  - Procurator gynaecii Augustoduno translati Mettis
  - Procurator gynaecii (in Britannis) Ventensi.
- Procuratores linyfiorum:
  - Procurator linyfii Viennensis, Galliarum
  - Procurator linyfii Ravennatis, Italiae
- Procuratores bafiorum:
  - Procurator bafii Tarentini, Calabriae
  - Procurator bafii Salonitani, Dalmatiae
  - Procurator bafii Cissensis, Venetiae et Histriae
  - Procurator bafii Syracusani, Siciliae
  - Procurator bafiorum omnium per Africam
  - Procurator bafii Girbitani, provinciae Tripolitanae
  - Procurator bafii insularum Balearum, in Hispania
  - Procurator bafii Telonensis, Galliarum
  - Procurator bafii Narbonensis
- Praepositi branbaricariorum siue argentariorum:
  - Praepositus branbaricariorum siue argentariorum Arelatensium
  - Praepositus branbaricariorum siue argentariorum Remensium
  - Praepositus branbaricariorum siue argentariorum Triberorum
- Praepositi bastagarum:
  - Orientalium:
    - Praepositus bastagae primae Orientalis et quartae
    - Praepositus bastagae secundae Orientalis et tertiae
    - Praepositus bastagae secunsae et tertiae Orientalis
    - Praepositus bastagae primae et quartae Orientalis

  - Gallicanarum:
    - Praepositus bastagae primae Gallicanae et quartae
- Comes commerciorum per Illyricum
- Primicerii:
  - Primicerium totius officii
  - Primicerium scrinii canonum
  - Primicerium scrinii tabulariorum
  - Primicerium scrinii numerorum
  - Primicerium scrinii aureae massae
  - Primicerium scrinii auri ad responsum
  - Primicerium scrinii vestiarii sacri
  - Primicerium scrinii ab argento
  - Primicerium scrinii a miliarensibus
  - Primicerium scrinii a pecuniis, et ceteros scriniarios
  - Secundicerium officii, qui primicerius est exceptorum
  - Tertiocerium officii, qui tractat bastagas

Ostreich
- Comites
  - Comites largitionum per omnes dioceses
  - Comites commerciorum:
    - per Orientem et Aegyptum
    - per Moesiam, Scythiam et Pontum
    - per Illyricum

  - Praepositi thesaurorum
  - Comes metallorum per Illyricum
  - Comes et rationalis summarum Aegypti
- Rationales summarum
- Magistri lineae uestis
- Magistri priuatae
- Procuratores
  - Procuratores gynaeceorum
  - Procuratores bafiorum
  - Procuratores monetarum
  - Procuratores bastagarum
  - Procuratores linyfiorum
- Primicerii
  - Primicerium totius officii
  - Primicerium scrinii canonum
  - Primicerium scrinii tabulariorum
  - Primicerium scrinii numerorum
  - Primicerium scrinii aureae massae
  - Primicerium scrinii auri ad responsum
  - Primicerium scrinii uestiarii sacri
  - Primicerium scrinii argenti
  - Primicerium scrinii a miliarensibus
  - Primicerium scrinii a pecuniis, et ceteros scriniarios suprascriptorum scriniorum
  - Secundocerium offici, qui primicerius est exceptorum
  - Tertiocerium offici, qui tractat bastagas
  - Quarto loco libellos tractat, et ceteros palatinos offici suprascripti

## Amtsinhaber (in Auswahl)
- nach 324: Gaius Caelius Saturninus
- vor 353: Domitianus
- Ende der 360er Jahre: Claudius Mamertinus
- 368: Caesarius von Nazianz
- 374–380: Flavius Eutolmius Tatianus
- vor 382: Flavius Mallius Theodorus
- 383/4: Maternus Cynegius
- kurz vor 400: Anthemius
- 408: Gaiso
- wahrscheinlich 408/409: Iunius Quartus Palladius
- vor 414: Lachanius (Vater des Rutilius Claudius Namatianus)
- 524/5: Cyprianus (im Ostgotenreich)